# 햄버거대학교

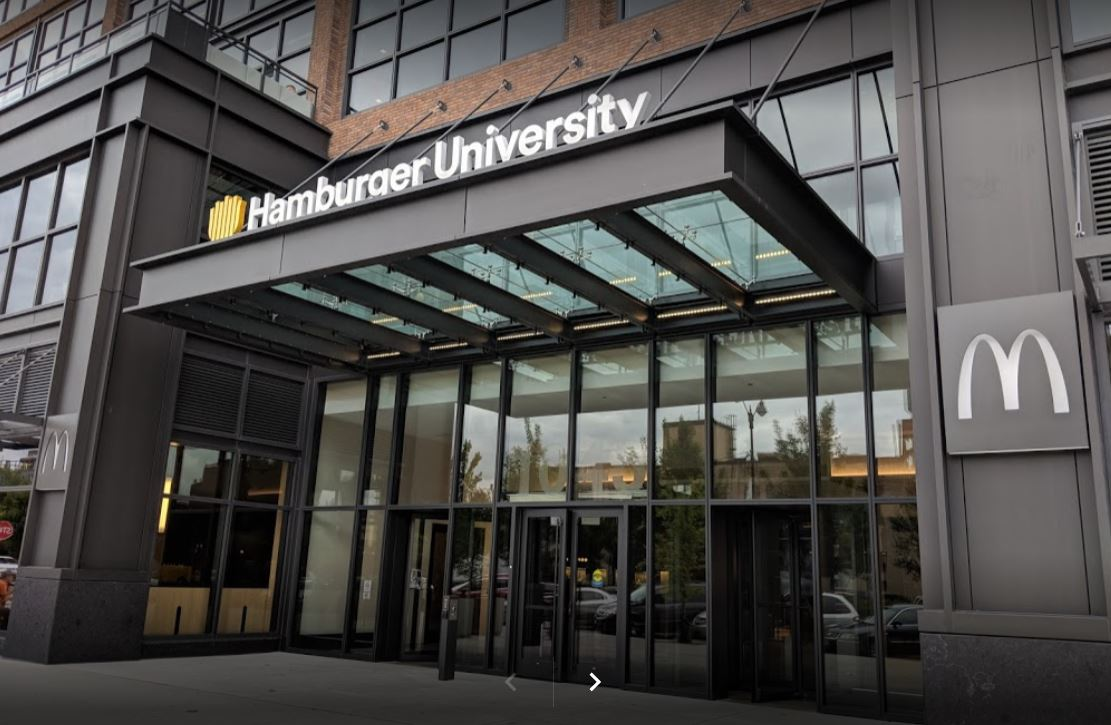
햄버거대학교

햄버거대학교(Hamburger University)는 외식 서비스 기업 맥도날드의 직원 육성을 위한 기관이다.

## 역사
햄버거대학은 맥도날드의 전 명예회장인 프레드 L. 터너와 맥도날드 창업자인 레이 크록에 의해 1961년 미국 일리노이 엘크 그로브 마을에 위치한 맥도날드 레스토랑 지하에서 처음 수업을 시작했다. 운영 첫해에는 15명의 졸업생을 배출했다. 이후 졸업생 수는 기하급수적으로 증가해 현재까지 36만명이 넘는 졸업생을 배출했다.
당시 기업이 이런 대학을 세운다는 것 자체가 일반인들에게는 생소했다. 맥도날드가 초기 성장이 두드러진 회사이긴 하지만 일반 기업들이 성장 초기에는 시설 확장 등 생산 기반 넓히기에 주력하는 데 비해 맥도날드는 일찍부터 직원 교육의 중요성에 눈을 떴음을 알 수 있다.
맥도날드가 전 세계 곳곳으로 진출함에 따라 글로벌 캠퍼스도 속속 설립됐다. 1971년 일본 도쿄를 시작으로 런던(1981년) 시드니(1989년) 뮌헨(1991년) 상파울루(1997년) 상하이(2010년) 등에 6개 캠퍼스가 추가됐다. 이외 지역들도 햄버거 대학 교육과정 중 일부를 가져와 나라별로 직원 교육을 하고 있다.

## 기타
햄버거대학 관계자는 회사 고유의 사람 중심 경영으로 인해 이 같은 강력한 직원 교육이 이뤄지는 것 같다며 단순히 햄버거를 서빙하는 대학 교육과정이 아니라 햄버거를 서빙하는 사람들의 회사를 대학의 가치로 삼고 있다고 설명했다.